# Radmila Petrović
Radmila (Miljanić) Petrović (n. 20 aprilie 1988, în Nikšić, RS Muntenegru, RSFI) este o handbalistă muntenegreană care joacă pentru echipa națională a Muntenegrului și a participat la Campionatul Mondial din 2011, desfășurat în Brazilia. Alături de echipa sa, Petrović a obținut medalia de argint la Olimpiada de vară din 2012, de la Londra, și medalia de aur la Campionatul European din 2012, desfășurat în Serbia.
Ea este legitimată la ŽRK Budućnost, un club de handbal din Podgorica care evoluează în Liga Feminină de Handbal a Muntenegrului și în Liga Regională. Cu Budućnost, Radmila Petrović a câștigat Liga Campionilor EHF în 2012. Ea joacă la Budućnost în tricoul cu numărul 2, număr pe care l-a preluat la sosirea în club de la Gabriela Tănase, care tocmai își încheiase cariera handbalistică.

## Palmares
Echipa națională
- Olimpiadă:
  -  Medalie de argint: 2012
- Campionatul European:
  -  Medalie de aur: 2012

Club
- Liga Campionilor:
  -  Câștigătoare: 2012, 2015
  - Semifinalistă: 2013
- Cupa Cupelor EHF:
  -  Câștigătoare: 2010
- Campionatul Muntenegrului:
  -  Câștigătoare: 2007, 2008, 2009, 2010, 2011, 2012, 2013, 2014, 2015, 2016
- Cupa Muntenegrului:
  -  Câștigătoare: 2007, 2008, 2009, 2010, 2011, 2012, 2013, 2014, 2015, 2016
- Liga Regională:
  -  Câștigătoare: 2010, 2011, 2012, 2013, 2014, 2015, 2016
  -  Medalie de argint: 2009

## Premii individuale
- Cea mai bună extremă dreapta de la Bucharest Trophy: 2014[5]